# Secret (film, 2007)
A Secret (hagyományos kínai: 不能說的秘密, egyszerűsített kínai: 不能说的秘密, pinjin: Bùnéng shuō de mìmì, magyaros átírásban: Puneng suo tö mimi) egy 2007-ben bemutatott tajvani romantikus film, mely Jay Chou mandopopsztár első rendezői alkotása, a forgatókönyv társírója is ő volt. A film három díjat is nyert a Golden Horse Awards díjkiosztón, és három további kategóriában jelölték. A film erőteljesen épít a komolyzenére és számos Chopin-mű hallható benne; a zeneszerző ugyanis Jay Chou példaképe.

## Történet
|  | Alább a cselekmény részletei következnek! |

Hsziang-lun (Xiang-lun) (Jay Chou) tehetséges zenész, kiválóan játszik zongorán. Új középiskolába kerül, ami az ország legtehetségesebb zongoristáit oktatja. Egyik nap, amikor a régi, lebontásra ítélt zongorateremben időzik, összefut Hsziao-ju (Xiao-yu)val (Kwai Lun-mei), aki egy ismeretlen dallamot játszik egy régi zongorán. A fiú megkérdi, mit játszott, de a lány csak annyit mond, titok. A két fiatal azonnal egymásra hangolódik, a lány gyakran megjelenik Hsziang-lun (Xiang-lun) óráin, sokat beszélgetnek, szerelem szövődik köztük. Amikor a fiú elmondja Hsziao-ju (Xiao-yu)nak, hogy a régi zongoratermet hamarosan lebontják, a lány megígérteti vele, hogy sohasem fogja ezt a dallamot a régi zongorán ebben a teremben játszani.
Hsziang-lun (Xiang-lun)t nyugtalanítja a lány időnkénti hirtelen eltűnése. A gyönyörűen zongorázó fiúba egy másik osztálytársa, Csing-ji (Qing Yi) (Alice Tzeng) is szerelmes. Egy elkavarodott szerelmeslevél miatt Csing-ji (Qing Yi) félreérti Hsziang-lun (Xiang-lun) szándékait, és megcsókolja a fiút, épp amikor Hsziao-ju (Xiao-yu) megpillantja őket. A lány zaklatottan távozik, s a fiú hiába keresi, Hsziao-ju (Xiao-yu) egyszerűen eltűnt az épületből.
A lányt kétségbeesetten kereső Hsziang-lun (Xiang-lun)nak apja (Anthony Wong), aki az iskolában tanít, elmeséli, hogy ismert egy azonos nevű lányt, húsz évvel korábban, 1979-ben, akit az egész iskola bolondnak tartott, mert azt állította, hogy előreutazott az időben, miközben egy Secret című darabot játszott a régi zongorateremben, és 1999-ben beleszeretett egy gyönyörűen zongorázó fiúba. A lányt, miután előremegy az időben, csak az láthatja, akit először megpillant, így a fiún kívül senki sem tud a létezéséről. Az apa azt is elmeséli, hogy az asztmától szenvedő lányt egy nap holtan találták az iskolában, miután egy szerelmes üzenetet írt a padjára egy ismeretlen fiúnak címezve. Hsziang-lun (Xiang-lun) lélekszakadva elrohan a bontás alatt álló zongoraterembe, és emlékezetből elkezdi játszani a titkos melódiát, mely visszaröpíti őt 1979-be, ahol újra találkozik Hsziao-ju (Xiao-yu)val, és vele marad.

## Forgatás
A filmet negyven nap alatt forgatták le Tajpejtől nem messze, egy Tan Sui nevű kis tengerparti városkában, ugyanott, ahol Jay Chou is középiskolába járt. A film legnehezebb jeleneteinek Chou a zongorajátékok felvételét tartotta, mert azt akarta, hogy a nézők lássák, hogy valóban a színészek zongoráznak, így minden egyes elrontott hangjegynél újra kellett venni a jelenetet. Chou saját bevallása szerint rendezési technikájára Zhang Yimou, Andrew Lau és Alan Mak rendezők voltak hatással, akikkel korábban az Aranyvirág átka valamint az Initial D című filmekben dolgozott együtt.
A filmben Chou számos barátja és közeli hozzátartozója játszik: a Nan Quan Mama együttes tagjai alakítják a főszereplő barátait (a futballista Bob [Ah Pao (Ah Bao)], Howe [Jü Hao (Yu Hao)], a „zongora hercege”, valamint a zenebolt eladója), Chou édesanyja játssza a piaci árust, édesapja a biológiatanárt, menedzsere a zongoratanárt, sminkese alakítja az iskola gondnokát, egyik dalszövegírója pedig a másik focistát, Lance-t [Ah Lang].
A film veszélyesebb jeleneteinek forgatásánál Chou nem használt dublőrt, a lebontás alatt álló zongoraterem hat méter magasan lévő állványzatára is maga mászott fel, biztosítókötelek nélkül, a jelenetet tízszer vették fel. Chou mint rendező, a megfelelő kamera- és fénybeállítások miatt csak a próbákon alkalmazott dublőrt, az éles felvételkor maga végezte el a veszélyes mutatványokat.

## Komolyzenei és életrajzi utalások
- SecretRészlet a film azonos című betétdalából, írta és előadja Jay Chou

Nem tudod lejátszani a fájlt?
A filmben több utalás is található Jay Chou személyes élményeire. Chou maga is a filmben szereplő zenei középiskola zongora–cselló tagozatos hallgatója volt, a film kiadásának éve (2007) pedig Chou tizedik érettségi évfordulója.
Chopinre többször is utal a film, a történet elején, amikor Hsziang-lun (Xiang-lun) megismerkedik Hsziao-ju (Xiao-yu)val, az első közös órájukon Chopin életéről tanulnak. A régi zongoraterem falán Chopin és szerelme arcképe látható. Csing-ji (Qing Yi) Chopin-kéziratot őriz a fiókjában. A film zongorapárbaj jelenetében két Chopin-darabot játszik Hsziang-lun (Xiang-lun) és ellenfele, az egyik a cisz-moll keringő (Op. 64, No. 2), a másik a Gesz-dúr, „fekete billentyűs” etűd (Op. 10, No. 5); érdekesség, hogy a filmben Chou az etűd egy részét improvizációval egészíti ki, és szinte teljes egészében a fehér billentyűkön játssza. A filmben felhangzik még Chopin Asz-dúr keringője (L’adieu) is.

## Kritika
A Cinema Online kritikája szerint Chou jobb munkát végez a kamerák mögött, mint előtt, a történet irama megfelelő, az operatőri munka szép, és Chou képes áthozni a zene varázslatát: „A mozit a rendkívüli muzsikát alkotó Chou zongorán táncoló ujjainak képével fogják elhagyni. A zongorán egy kézzel játszó, két zongorán egyszerre muzsikáló, átszellemült arccal zenélő Chou képével. A zene, úgy tűnik valóban varázslatos tud lenni.”
A LoveHKFilm.com kritikusa egyetért abban, hogy Chou nem kifejezetten a legjobb romantikus főszereplőnek, nem képes produkálni azokat az érzelmeket, amik igazán megérintenék a nézőket. Vele szemben a női főszereplőt dicsérte kiváló játékáért, megkockáztatva, hogy ő viszi hátán a filmet. A kritikus szerint a film kedves, romantikus, egészen jó alkotás, Jay Chou ügyes rendező, szép az operatőri munka, a művészeti rendezés, gyönyörű a zene. A film legnagyobb hibájának azt tartotta, hogy nem alkalmazkodik a maga által felállított szabályokhoz, és teljesen logikátlanul ér véget, ezzel megtörve a varázst. A mellékszereplők többségét, Anthony Wongot kivéve, unalmasnak minősítette. A kritika szerint a főszereplők között megvan az összhang, de a dialógusaikból hiányzik a mélység és az igazi érzelem, nagyrészt Chou színészi játékának hibái miatt: „Chou egészen kedvelhetően sármos, de jelenlétéből aligha sugárzik a szenvedély. Túlságosan távolságtartóan viselkedik.”
Az Asianmovieweb kritikusa szerint Chou jobb rendezőnek bizonyul, mint amilyennek az ember gondolná, olyannak, aki kiváló érzékkel rendelkezik a filmművészet iránt, színésznek azonban nem igazán jó. A kritika méltatta a film zenéjét is. Akárcsak más kritikusok, idegesítőnek találta a film logikai hiányosságait, de dicsérte a gyönyörű képi világot és a részletekre fordított figyelmet.
A Variety meglepően jónak ítélte az alkotást, kellemesnek a színészi játékot (Chou alakításának kivételével), dicsérte a zenét. A kritikus dél-koreai filmes hatásokat vél felfedezni az alkotásban, és ’70-es évekbeli tajvani filmekkel, valamint 1940-es évekbeli hollywoodi klasszikusokkal hasonlította össze a stílusát, megjegyezve, hogy a hollywoodi szokásokkal ellentétben Chou ügyelt arra, hogy a látszódjon, valóban a színészek zongoráznak.
A movieXclusive.com szerint ritka, hogy egy zenészből színésszé avanzsált művész rendezőként is megállja a helyét, de Jay Chounak ezt is sikerült véghez vinnie. Dicsérte a színészek kiválasztását, különösképpen Anthony Wongot, aki a kritikus szerint többször is túlszárnyalja a többi színészt, valamint Kwai Lun-meit, akinek sikerül megteremtenie a film címéhez hű titokzatosságot maga körül. A film legnagyobb értékeként a zongorajátékot értékelte, melyet Jet Li vagy Tony Jaa akciójeleneteihez hasonlított. Nem volt elégedett viszont a vágással és a lassú irammal, de összességében sikeresnek nevezte az alkotást.
A Combustible Celluloid a 2008-as San Francisco Nemzetközi Filmfesztivál „egyik legvarázslatosabb, legmegragadóbb” filmjének nevezte az alkotást.

## Díjak és jelölések
- Golden Horse Awards 2007[13]
  - Legkiemelkedőbb tajvani film
  - Legjobb betétdal
  - Legjobb speciális effektek (Wong Wang Tat, Wong Wang Hin, Cheung Yiu Ming, Donnie Lai)
  - Legjobb női mellékszereplő (Alice Tzeng; jelölés)
  - Legjobb filmzene (Terdsak Janpan, Jay Chou; jelölés)
  - Legkiemelkedőbb tajvani filmkészítő (Jay Chou; jelölés)
- Hong Kong Film Awards[14]
  - Legjobb ázsiai film (jelölés)